# 達維·雲達貝治
達維·雲達貝治（Dave van den Bergh）一般称作雲達貝治，1976年5月7日生于阿姆斯特丹，荷蘭职业足球运动员，现效力于美國職業足球大聯盟球会紐約紅牛。
雲達貝治出身於阿積士青訓系統，1995年成為頂級隊成員，兩年間只奪得過一次聯賽冠軍，1997年轉投華歷簡奴，雲達貝治幫助球隊升班，再幫助球隊史上第一次參加歐洲足協盃，2000年，他返回荷蘭加盟烏德勒支，四年間共入了29球，兼奪得2003和2004年荷蘭盃，再協助球隊以4:2擊敗阿積士奪得荷蘭超級盃，超卓的表現令荷蘭領隊雲巴士頓將他召入作對瑞典的成員，亦是雲達貝治第一場國際賽，2006年6月他宣佈轉投堪薩斯城巫師，2007年開季前，他獲得美國綠卡。